# Fthiotida
Fthiotida (griechisch Περιφερειακή Ενότητα Φθιώτιδας Periferiakí Enótita Fthiótidas, Φθιώτιδα [ˈfθjɔtiða], dt. auch nach dem antiken Namen Phthiotis, altgriechisch Φθιῶτις) ist eine Landschaft in Griechenland und einer der fünf Regionalbezirke der griechischen Region Mittelgriechenland um dessen Hauptstadt Lamia. Bis 2010 hatte Fthiotida den Status einer Präfektur, deren Kompetenzen im Rahmen des Kallikratis-Programms an die Region Mittelgriechenland und die durch Zusammenlegung stark reduzierten Gemeinden übertragen wurden. Der Regionalbezirk entsendet 12 Abgeordnete in den mittelgriechischen Regionalrat, hat darüber hinaus aber keine politische Bedeutung.

## Geografie
Fthiotida befindet sich an der Ostküste des mittelgriechischen Festlands, gegenüber dem Nordteil der Insel Euböa, um den Golf von Malia. Der Fluss Sperchios, der südöstlich der Präfekturhauptstadt Lamia in den Maliakos-Golf mündet, hat in seiner grob westöstlich verlaufenden Flussrichtung eine fruchtbare Ebene gebildet, die das dominierende landschaftliche Merkmal der Präfektur Fthiotida ist. Die Sperchios-Ebene verschmälert sich trichterförmig entgegen der Flussrichtung des Sperchios, der sowohl von Norden als auch von Süden Zuflüsse aus den umliegenden Bergen erhält, darunter auch der Gorgopotamos.
Die Ebene bzw. das breite Tal des Sperchios ist – mit Ausnahme der Meeresküste am Maliakos-Golf – ringsum von Gebirge umgeben und von den östlichen Ausläufern des Pindos-Gebirges geprägt. Höchste Erhebungen sind der Parnass (2457 m) an der südlichen Grenze zu Fokida, der Tymfristos (2315 m) an der Grenze zu Evrytania im Westen, der Iti (2250 m) südlich und der Othrys (1726 m) nördlich des Sperchios-Tals. Nach Südosten hin erhebt sich das Kallidromos-Gebirge und bildet die landseitige Begrenzung des Thermopylen-Passes.
Durch Sedimentablagerungen des Sperchios gestaltet sich die Mündung des Sperchios wie auch der Thermopylen-Pass anders als in der Antike. Die Berge reichten in der Antike bis dicht ans Meer heran, so dass der Weg nach Böotien und Attika sehr schmal war. In der Gegenwart haben die Sedimente des Sperchios einen kilometerbreiten Landstreifen dem Kallidromos-Gebirge vorgelagert.
Nördlich der Iti-Berge befindet sich ein sehr kleiner Anteil der thessalischen Ebene um die Ortschaft Domokos, welcher zur Präfektur Fthiotida gehört. In der Vergangenheit befand sich in dieser Ebene ein See, welcher heutzutage nicht mehr existiert.

## Geschichte
Fthiotida war bereits in der Antike besiedelt. Das nördlich des Sperchios gelegene Gebiet der Präfektur entspricht dem südlichen Teil der antiken Landschaft Phthiotis, welche Thessalien zugerechnet wurde. Der nördliche Teil der antiken Landschaft Fthiotida wird in der Gegenwart durch Magnisia eingenommen. Der südlich des Sperchios am Malischen Golf gelegene Teil der heutigen Präfektur beschreibt den nördlichen und westlichen Teil der antiken Landschaft Opuntische Lokris, die den schmalen Küstenstreifen ab dem Thermopylen-Pass bis zur Mündung des Kifisos in Böotien umfasste. Die heutige Präfektur Viotia umfasst daher den südlichen und östlichen Teil der opuntischen Lokris. Die südlich benachbarte Landschaft der opuntischen Lokris war Phokis. Nördliche Teile von Phokis erstreckten sich dabei in das Gebiet der heutigen Präfektur Fthiotida hinein, teilweise sogar bis an die südliche Küste des Malischen Golfs. Im Bereich der Mündung des Sperchios und in dessen Ebene nach Westen hin befand sich die antike Landschaft Malis, die sich südlich an die opuntische Lokris angrenzend über das Kallidromos-Massiv bis zu den Thermopylen erstreckte. Die westliche Begrenzung des antiken Siedlungsgebiets Malis war das Gebiet der Ainianen.
Entsprechend der Zusammensetzung aus drei antiken Landschaften setzten sich die antiken Bewohner der heutigen Präfektur Fthiotida aus 3 griechischen Stämmen zusammen. In Malis siedelten die Malier, in der opuntischen Lokris die opuntischen Lokrer (oder Locri Epicnemidii) und in Phthiotis thessalische Stämme wie die Oitaier.
Siedlungen und Städte in der Antike waren
- Anthele in der Malis mit einem Demeterheiligtum und dem frühesten Zentrum der pylaiisch-delphischen Amphiktyonie
- Trachis
- Heraklia Trachis – spartanische Gründung
- Alpeni – Grenzstadt zwischen Malis und opuntischer Lokris
- Larmyna – Grenzstadt zwischen opuntischer Lokris und Böötien
- Phylake – Grenzstadt zwischen Phthiotis und Magnesia
- Elateia – zweitwichtigste phokische Stadt
- Lamia

Die geographische Lage des Gebietes der heutigen Präfektur Fthiotida als Durchgangsstation vom Norden in den Süden Griechenlands, vor allem verkörpert durch den Thermopylen-Pass, bedingt, dass das Gebiet der heutigen Präfektur Fthiotida wiederholt Schauplatz wichtiger geschichtlicher Ereignisse war. Eines der ersten hervorgehobenen Ereignisse war die Schlacht bei den Thermopylen 480 v. Chr. bei Beginn des zweiten Perserkrieges, welche mit einer Niederlage der griechischen Stadtstaaten unter dem Spartanerkönig Leonidas I. endete. Das Gebiet von Malis kam nach 426 v. Chr. unter spartanische Kontrolle, als die Malier die Spartaner um Hilfestellung bei ihrem Krieg gegen die Oitaier baten. Die Spartaner gründeten daraufhin Heraklia Trachis und brachten die Malis sowie die Malier unter ihre Kontrolle. Im korinthischen Krieg 395–387 v. Chr. verloren die Spartaner die Kontrolle über die Landschaft Malis. Der Vormarsch des makedonischen Königs Philipp II. wurde von den Athenern am Thermopylenpass 351 v. Chr. noch mittels einer Blockade gestoppt. Durch die Niederlage der griechischen Stadtstaaten in der Schlacht von Chaironeia 338 v. Chr. fiel das Gebiet der heutigen Präfektur Fthiotida an das Königreich Makedonien.
Nach dem Tode Alexanders des Großen 323 v. Chr. nutzten die griechischen Stadtstaaten das vermeintliche Machtvakuum und erhoben sich militärisch gegen die Hoheitsgewalt des Königreichs Makedonien. Die militärischen Auseinandersetzungen spielten sich vorwiegend im Gebiet der heutigen Präfektur Fthiotida ab. Vor allem die Hauptstadt der Malier, Lamia, stand im geographischen Brennpunkt des Konflikts und verlieh somit dem Krieg seinen Namen: Lamischer Krieg (323–322 v. Chr.). In der ersten bewaffneten Auseinandersetzung zwischen den griechischen Stadtstaaten unter der Führung Athens und dem Statthalter von Alexander dem Großen in Makedonien und Griechenland, Antipater, unterlagen die makedonischen Streitkräfte in der Schlacht von Heraklia Trachis gegen die griechischen Stadtstaaten (323 v. Chr.). Antipater musste sich daraufhin in die malische Hauptstadt Lamia zurückziehen, welche unmittelbar nachfolgend von der Streitmacht der griechischen Stadtstaaten unter athenischer Führung belagert wurde. Eine Einnahme Lamias gelang aber nicht. Nach eintreffenden makedonischen Verstärkungen aus Kleinasien und Asien sowie dem Tod des athenischen Feldherren Leosthenes kommt es zur Schlacht von Krannon 322 v. Chr., in welcher die vereinigten griechischen Stadtstaaten dem makedonischen Königreich unterliegen.
Die makedonische Kontrolle hält nur noch weniger als ein halbes Jahrhundert an. Lamia tritt nach der Abwehr des Einfalls der Kelten 279 v. Chr. an den Thermopylen durch Streitkräfte des ätolischen Bundes diesem bei, so dass ein Teil des heutigen Fthiotida unter ätolische Kontrolle kommt. Die Römer suchen 191 v. Chr. das Gebiet im Rahmen des Römisch-Syrischen Krieges erstmals heim. Die Zweite Schlacht bei den Thermopylen zwischen einer römischen Streitmacht und Streitkräften der Seleukiden endet mit der Niederlage der Letzteren und deren Rückzug nach Kleinasien (Friede von Apameia, 188 v. Chr.). Im gleichen Jahr 188 v. Chr. zerschlagen die Römer durch Einnahme der ätolischen Hauptstadt Amvrakia (heutiges Arta) den ätolischen Bund. Die gesamte Region des heutigen Fthiotida fällt damit wieder unter die Oberhoheit des Königreich Makedoniens; diese verbleibt jedoch nur noch 20 Jahre. Im dritten makedonisch-römischen Krieg (171–168 v. Chr.) zieht der makedonische König Perseus 170 v. Chr. seine Truppen aus Thessalien zurück und überlässt den Bereich der heutigen Präfektur Fthiotida der römischen Kontrolle. Diese dauerte bis zur Zweiteilung des Römischen Reiches 395 n. Chr. an. Während der Kontrolle des römischen Reiches war die Region der heutigen Präfektur Fthiotida jedoch nicht durchgängig befriedet. 268 n. Chr. ziehen die Goten im Rahmen der Völkerwanderung bis auf die Peloponnes und passieren dabei die Region des heutigen Fthiotida, vor allem den Thermopylen-Pass. Mit der Teilung des römischen Reiches in einen westlichen und östlichen Teil 395 n. Chr. fällt Griechenland und damit auch Fthiotida an Ostrom, dem späteren byzantinischen Reich.
Das byzantinische Reich übt bis 1204 über die meiste Zeit die Kontrolle über die Region der heutigen Präfektur Fthiotida aus. In der zweiten Hälfte des 9. Jahrhunderts dehnten die Bulgaren ihren Herrschaftsbereich nach Griechenland aus. 995 kommt es am Sperchios zu einer Schlacht zwischen byzantinischen Streitkräften und bulgarischen Streitkräften unter Zar Roman. Letztere unterliegen, die byzantinische Herrschaft über das Gebiet von Fthiotida festigt sich bis 1204.
Die Eroberung von Konstantinopel 1204 durch das Ritterheer des Vierten Kreuzzuges setzt der byzantinischen Herrschaft im Gebiet der heutigen Präfektur Fthiotida ein Ende. Die aus der Aufteilung des byzantinischen Reiches hervorgehenden Kreuzfahrerstaaten teilen sie die Kontrolle über Fthiotida. Zunächst beherrscht das Königreich Thessaloniki die Region, anschließend mit dem Untergang des Königreiches Thessaloniki übernimmt das Herzogtum Athen die Kontrolle über die Region der heutigen Präfektur. 1337 fallen erste Gebiete des Herzogtums Neopatria bzw. Herzogtums Athen an das serbische Königreich unter König Stefan Uroš IV. Dušan. Dieser erobert in seiner Herrschaftszeit weite Teile des griechischen Festlandes mit Ausnahme der Peloponnes. Unter den eroberten Gebieten befindet sich auch das Gebiet der heutigen Präfektur Fthiotida. Nach dem Tode von Stefan Uroš IV. Dušan geht die Kontrolle des Serbischen Königreiches schnell wieder verloren.
1379 gelangt die katalanische Kompanie in Besitz der Region von Fthiotida, ab 1381 üben katalanische Könige die politische Kontrolle aus. Diese dauert nur bis 1390: die Republik Florenz erobert erstmals das Gebiet des Herzogtums Neopatria mit dem Zentrum Ypati und damit auch das Gebiet der heutigen Präfektur Fthiotida. Die florentinische Herrschaft dauert bis 1456: mit dem Fall Athens an die Osmanen und dem damit verbundenen Ende des Herzogtums Athen bzw. Herzogtums Neopatria gelangt das Gebiet der heutigen Präfektur Fthiotida endgültig unter die Kontrolle des osmanischen Reiches und verbleibt dort bis 1830.
Im griechischen Unabhängigkeitskrieg von 1821 bis 1829 war Fthiotida bereits 1821 Schauplatz kriegerischer Handlungen. Im April 1821 marschierte eine osmanische Militäreinheit in einer Stärke von 8.000 Mann von Thessalien aus kommend in Richtung Peloponnes zur Bekämpfung der Aufständischen. Eine wahrscheinlich 1.500 Mann starke Truppe von griechischen Aufständischen stellte sich am Ufer des Sperchios (damalige Bezeichnung Alamana) in der Nähe des Thermopylen-Passes auf, um den Vormarsch der osmanischen Streitkräfte aufzuhalten. Die griechischen Aufständischen verloren die Schlacht von Alamana und konnten den osmanischen Vormarsch nicht stoppen. 1824 gewinnen die griechischen Aufständischen eine Schlacht bei Lamia gegen osmanische Streitkräfte.
Nach der Gründung des Staates Griechenland wurde das Gebiet nach ihr benannt und bildete nach 1830 zusammen mit Fokida zunächst eine Präfektur Fthiotis und Fokis. Die damalige Präfektur Fthiotis und Fokis umfasste 1879 eine Fläche von 6.426 oder 6.084 km² (je nach Berechnungsweise) und hatte 128.440 Einwohner. Im türkisch-griechischen Krieg von 1897 fanden auch Kämpfe im Gebiet der heutigen Präfektur Fthiotida statt. Nach dem griechischen Angriff auf die damalige griechisch-türkische Grenze südlich des Olymp mussten sich die griechischen Streitkräfte schrittweise nach Süden zurückziehen. Am 5. Mai 1897 eroberten türkische Streitkräfte Farsala; die griechischen Einheiten zogen sich darauf geordnet nach Domokos in den Norden der späteren Präfektur Fthiotida zurück. Die Stellungen waren im weiteren Verlauf gegen die türkischen Angriffe nicht zu halten, so dass die griechische Armee sich schrittweise zunächst nach Almyros, dann zu den Thermopylen (20. Mai 1897) zurückziehen musste. Zu weiteren Kriegshandlungen kam es nach Intervention des russischen Zaren und nachfolgendem Waffenstillstand aber nicht mehr.
1941 fiel das Gebiet der Präfektur Fthiotida im Rahmen des Unternehmens Marita (Balkanfeldzug der Wehrmacht im Zweiten Weltkrieg) unter die Kontrolle des Deutschen Reichs. Bei den Abwehrkämpfen im April 1941 hatten kombinierte britisch-griechische Verbände den Vormarsch der deutschen Truppen bei den Thermopylen vergeblich aufzuhalten versucht; am 24. April 1941 wurde die Abwehrstellung bei den Thermopylen durch deutsche Truppen durchbrochen, am 27. April 1941 fiel Athen. Eineinhalb Jahre nach Beginn der deutschen Besatzung begann am 24. November 1942 der militärische Widerstand gegen die deutsche Besatzung. Die erste koordinierte Aktion von griechischen Widerstandskämpfern mit englischer Hilfe führte zu einer Unterbrechung der Bahnlinie Thessaloniki-Athen. Im Abschnitt Lianokladi-Lamia-Tithorea gelang die Sprengung der Brücke über den Gorgopotamos, einen Nebenfluss des Sperchios. Mit dem Rückzug der deutschen Truppen im Oktober 1944 kehrte die Region der heutigen Präfektur Fthiotida wieder unter griechische Kontrolle zurück.
1947 – noch zu Zeiten des griechischen Bürgerkriegs von 1946 bis 1949 – wurde die Präfektur Fthiotida und Fokida geteilt: die beiden Gebiete Fthiotida und Fokida wurden eigenständige Präfekturen.

## Verkehr
Fthiotida besitzt einen vielfachen Anschluss an das griechische Fernverkehrsstraßensystem und ist ein wichtiger Kreuzungspunkt des mittelgriechischen Straßenverkehrs. Von Norden nach Süden im Bogen um den Maliakos-Golf verlaufend führt die Autobahn 1 (Europastraße 75) von Larisa und Thessaloniki her kommend nach Theben und Athen. Sie ist die mit Abstand wichtigste Straßenverbindung in Griechenland und damit auch in Fthiotida. Im Bereich des Maliakos-Golf hat der Ausbau zu einer Autobahn nach internationalem Standard erst begonnen; bisher ist die Autobahn 1 dort eine 2-spurige Straße mit jeweils kleinen Standstreifen. Bei dem dortigen hohen Verkehrsaufkommen ist das Teilstück von Raches bzw. Stylida bis Kamena Vourla für viele Unfälle berüchtigt (sogenannter Maliakos-Bogen; Πέταλο του Μαλιακού). Die Nationalstraße 3 (Europastraße 65) führt ebenfalls vom Norden nach Süden und passiert dabei die Präfekturhauptstadt Lamia. Im Gegensatz zur Autobahn 1 führt die Nationalstraße 3 nach Norden in Richtung Karditsa, Trikala und Kozani, nach Süden hin nach Livadia, Theben und Elefsina im Osten von Athen im Landesinneren südlich und östlich des Berges Kallidromo. Die nach Norden führende Nationalstraße 3 wird in den kommenden Jahren durch die Autobahn 3 (Odos Kendrikis Elladas) ersetzt, welche dann die Autobahn 1 via Lamia, Karditsa und Trikala mit der Autobahn 2 (Egnatia Odos) bei Panagia östlich von Metsovo verbinden wird. Nach Agrinio in Ätolien-Akarnanien im Westen über Karpenisi in Evrytania führt eine der wenigen leistungsfähigen Ost-West-Verbindungen des griechischen Straßennetzes in Form der Nationalstraße 38 (Europastraße 952) entlang des Tals des Flusses Sperchios. Nach Südwesten führt die Nationalstraße 27 und erreicht dort nach Passage der Bergmassive zwischen Fthiotida und Fokida Amfissa und Itea am Golf von Korinth.
Neben dem Straßenverkehr hat der Schienenverkehr für Fthiotida im Gegensatz zu vielen anderen griechischen Präfekturen hervorgehobene Bedeutung. Die Haupteisenbahnstrecke Griechenlands von Thessaloniki nach Athen passiert Lamia nach einem Bergpass zwischen Domokos und Lianokladi von Norden nach Süden führend. Diese bis dato eingleisige Strecke im Bereich des Passes über die westlichen Ausläufer des Othrys soll in den nächsten Jahren wie die restliche Strecke auch auf 2 Gleise mit Fähigkeit zur Aufnahme von Hochgeschwindigkeitszügen ausgebaut werden. Hierfür ist eine Untertunnelung mit einer Länge von 6,3 km der Othrys-Ausläufer notwendig. Im Verlauf von Lamia nach Athen südwärts entsteht ebenfalls eine zweigleisige Bahnstrecke mit Fähigkeit zum Hochgeschwindigkeitsverkehr. Hierfür wird der Berg Kallidromo, welcher die landseitige Begrenzung der Thermopylen darstellt, mit einem 9 km langen Tunnel unterquert.
Der Schiffsverkehr spielt für Fthiotida eine nur sehr untergeordnete Bedeutung. Einen großen Hafen hat die Präfektur nicht. Gleiches gilt für den Luftverkehr, Fthiotida verfügt weder über einen internationalen noch einen nationalen Flughafen.